# Trofeo Federale 1996
Il Trofeo Federale 1996 è stato la 11ª edizione di tale competizione, e si è concluso con la vittoria della Libertas, al suo terzo titolo.

## Risultati
- Semifinali

A)  Libertas -  Cosmos 2 - 0
B)  La Fiorita -  Domagnano 3 - 0
- Finale:

C)   Libertas -  La Fiorita 2 - 1